# Atyphloceras multidentatus
Atyphloceras multidentatus är en loppart som först beskrevs av C.Fox 1909.  Atyphloceras multidentatus ingår i släktet Atyphloceras och familjen mullvadsloppor.

## Underarter
Arten delas in i följande underarter:
- A. m. multidentatus
- A. m. alvarezi